# Elektron (stop magnezu)
Elektron – stop magnezu z glinem, krzemem, manganem i cynkiem, wynaleziony w Niemczech podczas I wojny światowej jako substytut aluminium.
Głównym składnikiem stopu jest magnez, który stanowi 85%-98% w zależności od rodzaju produkcji. Bardzo lekki (gęstość ok. 1,8 g/cm³), a przy tym wytrzymały. Używany do produkcji części maszyn szczególnie ważny jest w przemyśle lotniczym, samochodowym oraz zbrojeniowym. Nie jest odporny na korozję, przez dużą aktywność chemiczną magnezu. Ma zbliżone właściwości do żeliwa, podczas obróbki jest łatwo zapalny, przy czym powstaje tlenek magnezu.